# Coscinia impunctata
Coscinia impunctata là một loài bướm đêm thuộc phân họ Arctiinae, họ Erebidae.